# Sonate pour violoncelle et piano no 1 de Beethoven
Pour les articles homonymes, voir Sonate pour violoncelle et piano.

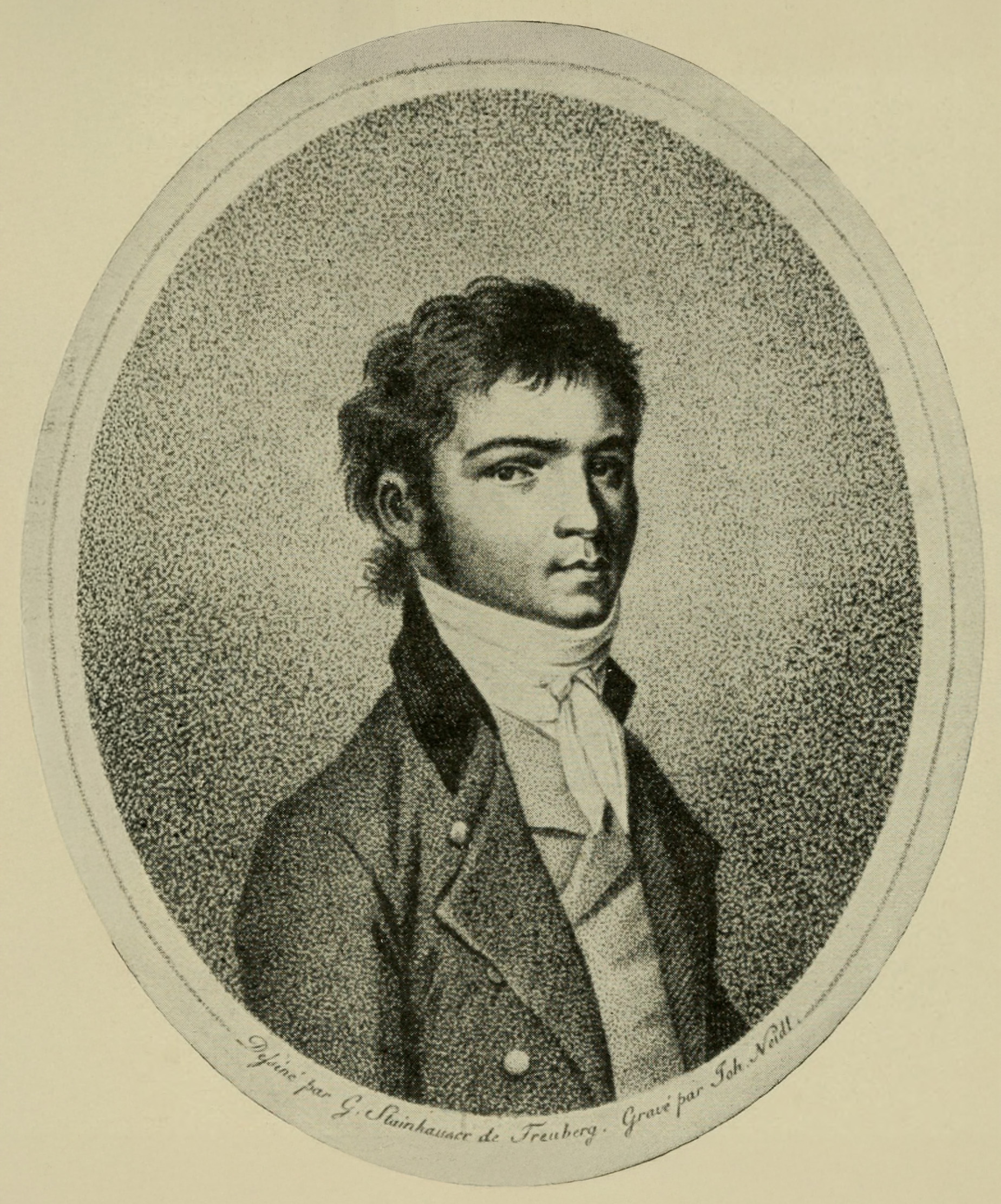
Beethoven en 1796.

La sonate pour violoncelle en fa majeur op. 5 no 1 est la première des cinq sonates pour violoncelle et piano de Ludwig van Beethoven.
L’opus 5 comporte deux numéros correspondant aux deux premières sonates pour violoncelle. Elles ont été écrites à Berlin en 1796 (soit onze ans avant sa troisième sonate), dédicacée au roi Frédéric-Guillaume II de Prusse, lui-même violoncelliste. Elles ont été créées par Beethoven au piano et Jean-Louis Duport au violoncelle. Les deux sonates pour violoncelle ont été publiées en janvier 1797 chez Artaria à Vienne.
Il s’agit d’une œuvre de jeunesse du musicien. 
L’œuvre comporte deux mouvements et son exécution demande environ 20 minutes.
- Adagio sostenuto - Allegro
- Rondo : allegro vivace